# Söndagsintervjun

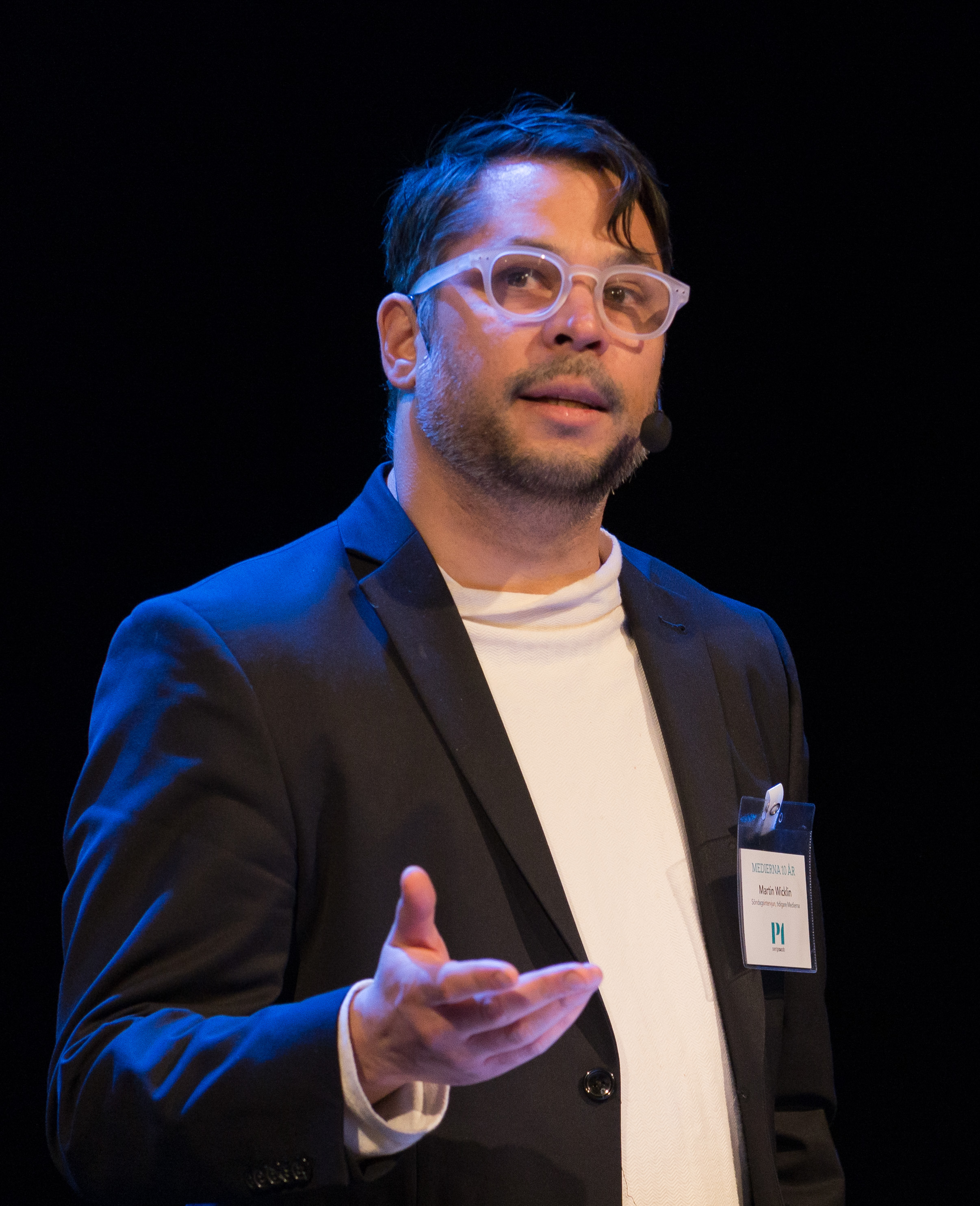
Martin Wicklin.

Söndagsintervjun är ett intervjuprogram i Sveriges Radio P1 med start 18 januari 2015 där Martin Wicklin intervjuar "aktuella eller betydelsefulla personer i den svenska offentligheten".
Programmet produceras av Tredje Statsmakten Media.

## Avsnitt
| Datum      | Intervjuperson          | Titel                                                                      | Anm |
| ---------- | ----------------------- | -------------------------------------------------------------------------- | --- |
| 2015-01-18 | Johan von Schreeb       | Premiär för Söndagsintervjun – katastrofläkaren Johan von Schreeb          |     |
| 2015-01-25 | Liv Strömquist          | Liv Strömquist – om att bli omhuldad av kultureliten                       |     |
| 2015-01-29 | Lennart Johansson       | Lennart Johansson – om barndomens fotboll till dagens kommersiella monster |     |
| 2015-02-05 | Magnus Betnér           | Magnus Betnér – från söndagsskola till häcklande ateist                    |     |
| 2015-02-12 | Mia Skäringer           | Mia Skäringer – från bekräftelsetörstande till älskad i utsålda salonger   |     |
| 2015-02-19 | Ingvar Carlsson         | Ingvar Carlsson – från stinsdrömmar till ofrivillig statsminister          |     |
| 2015-02-26 | Baker Karim             | Baker Karim – från en kraschad alien till makten över filmens miljoner     |     |
| 2015-03-05 | Antje Jackelén          | Antje Jackelén – mellan tro och tvivel                                     |     |
| 2015-03-12 | Rosa Taikon             | Rosa Taikon – från kalla tältläger till museernas montrar                  |     |
| 2015-03-19 | Lotta Lundgren          | Lotta Lundgren – från guldägg till vaktelägg                               |     |
| 2015-03-26 | Sven Hagströmer         | Sven Hagströmer – om både kraschade flygplan och finanser                  |     |
| 2015-04-02 | Hédi Fried              | Hédi Fried – om att överleva Auschwitz                                     |     |
| 2015-04-09 | Anders Borg             | Anders Borg – från radikal liberal till slipad minister                    |     |
| 2015-04-16 | Hans Blix               | Hans Blix – om krig, fred och katter                                       |     |
| 2015-04-23 | Peter Jöback            | Peter Jöback – om att möta sina fantomer och vända svärta till ljus        |     |
| 2015-04-30 | Carin Götblad           | Carin Götblad – om att fånga ministermördare och stadsråttor               |     |
| 2015-08-20 | Elisabeth Ohlson Wallin | Elisabeth Ohlson Wallin – om kamp, kärlek och sviktande mod                |     |
| 2015-08-27 | Inga-Britt Ahlenius     | Inga-Britt Ahlenius – från farfars kejsarinna till Miss Fearless           |     |
| 2015-09-03 | Magnus Uggla            | Magnus Uggla – från missförstådd glamrockare till uppskattad nationalskald |     |
| 2015-09-10 | Staffan de Mistura      | Staffan de Mistura – har världens svåraste uppdrag                         |     |
| 2015-09-17 | Agnes Wold              | Agnes Wold – om att inte fånga dagen och dammråttors rätt att existera     |     |
| 2015-09-24 | Theodor Kallifatides    | Theodor Kallifatides – den lille filosofen som blev stor författare        |     |
| 2015-10-01 | Nino Ramsby             | Nino Ramsby – från a till o                                                |     |
| 2015-10-08 | Åsne Seierstad          | Åsne Seierstad – från bråkig skolejente till krigskorre                    |     |
| 2015-10-18 | Suzanne Osten           | Suzanne Osten – om jaget, barnet mamman och att förlora ett livsverk       |     |
| 2015-10-22 | Lars Lagerbäck          | Lars Lagerbäck – om skogen, ledarskap och ledstjärnor                      |     |
| 2015-10-29 | Henrik Schyffert        | Henrik Schyffert – om kärlek, rädsla och cykelrum                          |     |
| 2015-11-05 | Alice Teodorescu        | Alice Teodorescu – från kommunismens Rumänien till borgerliga ledarsidor   |     |
| 2015-11-12 | Lena Andersson          | Lena Andersson – om långa och korta tankar                                 |     |
| 2015-11-19 | Anja Pärson             | Anja Pärson – om snö, störtlopp och stor passion                           |     |

| Datum      | Intervjuperson         | Titel                                                                          | Anm |
| ---------- | ---------------------- | ------------------------------------------------------------------------------ | --- |
| 2016-01-17 | Anders Kompass         | Anders Kompass – första intervjun efter FN-skandalen                           |     |
| 2016-01-24 | Barbro Lindgren        | Barbro Lindgren – döden, friheten och kärleken                                 |     |
| 2016-01-31 | Makode Linde           | Makode Linde – om rasism, kränkthet och tristess                               |     |
| 2016-02-07 | Stina Stoor            | Stina Stoor – en resa från kalhyggena till kulturens finrum                    |     |
| 2016-02-14 | Robert Gustafsson      | Robert Gustafsson – stör sig på "pk-fascismen" och springer från döden         |     |
| 2016-02-21 | Jan Helin              | Jan Helin – pojken som älskade kvällstidningar och blev pionjär i branschen    |     |
| 2016-02-28 | Nour El Refai          | Nour El Refai – om fattigdom, Syrien och kärleken till sin mamma               |     |
| 2016-03-06 | Trita Parsi            | Trita Parsi – från utanförskap i förorten till maktens korridorer i Vita Huset |     |
| 2016-03-13 | Ebba Witt-Brattström   | Ebba Witt-Brattström – drar in snoret och fortsätter kriga i pappans skor      |     |
| 2016-03-20 | Silvana Imam           | Silvana Imam – "Erik" i badbyxorna vill vara mer än superhjälten i skinnjackan |     |
| 2016-03-27 | Max Tegmark            | Max Tegmark – "initiativjäveln" som söker efter vår yttersta verklighet        |     |
| 2016-04-03 | Karin Johannisson      | Karin Johannisson – från första mensen till sista boken                        |     |
| 2016-04-10 | Benny Fredriksson      | Benny Fredriksson – en av kultursveriges mäktigaste tar bladet från munnen     |     |
| 2016-04-17 | Eva Dahlgren           | Eva Dahlgren – alltid på väg men nu tillbaka                                   |     |
| 2016-04-24 | Jan Myrdal             | Jan Myrdal – om pappan, passionen och Pol Pot                                  |     |
| 2016-05-01 | Elisabeth Massi Fritz  | Elisabeth Massi Fritz – stjärnadvokaten som vägrar hjälpa de misstänkta        |     |
| 2016-05-08 | Ann-Sofie Back         | Ann-Sofie Back – en folklig men folkskygg modeskapare                          |     |
| 2016-05-15 | Alf Svensson           | Alf Svensson – Grännas saxofonspelande lärare som blev partiledare             |     |
| 2016-08-28 | Pia Sundhage           | Pia Sundhage – från Marbäck till Maracana                                      |     |
| 2016-09-04 | Jonas Gardell          | Jonas Gardell – morsgrisen, primadonnan och den gråtande farbrorn              |     |
| 2016-09-11 | Håkan Juholt           | Håkan Juholt – f.d. partiledaren som klev i yolo-tröjan och försvann           |     |
| 2016-09-18 | Anne Ramberg           | Anne Ramberg – en sluten asfaltsblomma men ingen blyg viol                     |     |
| 2016-09-25 | Jan Eliasson           | Jan Eliasson – en bekymrad optimist och kritisk FN-vän                         |     |
| 2016-10-02 | Jenny Nordberg         | Jenny Nordberg – flerfaldigt prisad världsreporter med "foliehatttendenser"    |     |
| 2016-10-09 | Göran Greider          | Göran Greider – om pappan, stjärnhimlen och utseendet                          |     |
| 2016-10-16 | Björn Frantzén         | Björn Frantzén – med brända underarmar mot den gastronomiska gräddan           |     |
| 2016-10-23 | Mikaela Destiny Laurén | Mikaela Destiny Laurén – i bassängen, cellen och ringen                        |     |
| 2016-10-30 | Carl Bildt             | Carl Bildt – om den blå täckjackan, ironiska tonen och kritiserade oljan       |     |
| 2016-11-06 | Kristina Lugn          | Kristina Lugn – om Drammen, Dylan och döden                                    |     |
| 2016-11-13 | Amelia Adamo           | Amelia Adamo – om sex, nunnor och kompromissfeminism                           |     |
| 2016-11-20 | Marie-Louise Ekman     | Marie-Louise Ekman – "pissråttan" och "rötägget" som blev Dramatens chef       |     |
| 2016-11-27 | Mikael Persbrandt      | Mikael Persbrandt – mannen, myten, Macbeth                                     |     |

| Datum      | Intervjuperson            | Titel                                                                     | Anm |
| ---------- | ------------------------- | ------------------------------------------------------------------------- | --- |
| 2017-01-15 | Björn Ranelid             | Björn Ranelid – om revansch, rättvisepatos och ranelidska                 |     |
| 2017-01-22 | Johanna Jussinniemi       | Johanna Jussinniemi – Sveriges internationella porrstjärna Puma Swede     |     |
| 2017-01-29 | Sven Wollter              | Sven Wollter – om hamnen, punkten och skulden                             |     |
| 2017-02-05 | Azita Shariati            | Azita Shariati – en kärlekshistoria                                       |     |
| 2017-02-12 | Bert Karlsson             | Bert Karlsson – en trumpen entreprenör i kamp mot etablissemanget         |     |
| 2017-02-19 | Stefan Holm               | Stefan Holm – om ribbjäveln, stönighet och att vara en helhylle petimäter |     |
| 2017-02-26 | Johannes Anyuru           | Johannes Anyuru – om islam, mamma och transcendens                        |     |
| 2017-03-05 | Frida Hyvönen             | Frida Hyvönen – om andlighet, kärleksekonomi och Västerbotten             |     |
| 2017-03-12 | Gudrun Sjödén             | Gudrun Sjödén – kulturtanten som älskar business och ogillar pk           |     |
| 2017-03-19 | Maud Olofsson             | Maud Olofsson – från Haralds jänta och Rolfs fru till Alliansens moder    |     |
| 2017-03-26 | Göran Lambertz            | Göran Lambertz – från hyllad JK till ifrågasatt och nypensionerad domare  |     |
| 2017-04-02 | Märta Tikkanen            | Märta Tikkanen – om apelsinhalvor, gulögda vargar och vulkanbrott         |     |
| 2017-04-16 | Marcus Birro              | Marcus Birro – om enterknappen och medialt självskadebeteende             |     |
| 2017-04-23 | Mattias Klum              | Mattias Klum – naturfotografen med slutna ögon                            |     |
| 2017-04-30 | Jan Guillou               | Jan Guillou – om manlighet, svaghet och våld                              |     |
| 2017-05-07 | Bodil Jönsson             | Bodil Jönsson – om mönster, årsringar och livets enda ängel               |     |
| 2017-05-14 | Barbro Lill-Babs Svensson | Barbro Lill-Babs Svensson – vägrar att bli trampad på igen                |     |
| 2017-08-27 | Åsa Moberg                | Åsa Moberg – om mammahat, familjeförakt och öppna tårkanaler              |     |
| 2017-09-03 | Ulf Adelsohn              | Ulf Adelsohn – om damerna, debattonen och döden                           |     |
| 2017-09-10 | Tommy Körberg             | Tommy Körberg – om spriten, svärtan och sången                            |     |
| 2017-09-17 | Marie Göranzon            | Marie Göranzon – om framgång, motstånd och manliga egon                   |     |
| 2017-09-24 | Birgitta Ohlsson          | Birgitta Ohlsson – en snäll men stridbar duktig flicka                    |     |
| 2017-10-01 | Anders Arborelius         | Anders Arborelius – om dogmer, tystnad och sex                            |     |
| 2017-10-08 | Natasha Illum Berg        | Natasha Illum Berg – storviltjägaren på jakt efter mindlessness           |     |
| 2017-10-15 | Ann Heberlein             | Ann Heberlein – om att vara en stridsvagn utan hud                        |     |
| 2017-10-22 | David Lagercrantz         | David Lagercrantz – "en svag, svag, stark person"                         |     |
| 2017-10-29 | Linda Skugge              | Linda Skugge – från kontroversiell till ångerfull                         |     |
| 2017-11-05 | Thomas Bodström           | Thomas Bodström – om Allra, munspel och rastlöshet                        |     |
| 2017-11-12 | Sven-Bertil Taube         | Sven-Bertil Taube – om att minnas det gamla och lära sig nytt             |     |
| 2017-11-19 | Sofia Jannok              | Sofia Jannok – om identitet, musik och Sápmis vidder                      |     |
| 2017-11-26 | Stefan Ingves             | Stefan Ingves – om att stå där fast vad vore                              |     |
| 2017-12-03 | Amineh Kakabaveh          | Amineh Kakabaveh – om hedersförtryck, peshmerga och Vänsterpartiet        |     |
| 2017-12-10 | Anders Danielsson         | Anders Danielsson – en "pajas" med ett buttert anlete                     |     |
| 2017-12-17 | Cissi Wallin              | Cissi Wallin – om #metoo, adhd och svart humor                            |     |

| Datum      | Intervjuperson       | Titel                                                                              | Anm              |
| ---------- | -------------------- | ---------------------------------------------------------------------------------- | ---------------- |
| 2018-01-14 | Ruben Östlund        | Ruben Östlund – från mammas pojke till filmvärldens provokatör                     |                  |
| 2018-01-21 | Janne Josefsson      | Janne Josefsson – skjutjärnsjournalisten som föll i gråt                           |                  |
| 2018-01-28 | Nina Björk           | Nina Björk – om skitdrömmar, konflikträdsla och hyckleri                           |                  |
| 2018-02-04 | Annika Norlin        | Annika Norlin – mer lik P.O. Enquist än Zara Larsson                               |                  |
| 2018-02-11 | Agnes Lidbeck        | Agnes Lidbeck – om rädslan för känslorna och släktens galenskap                    |                  |
| 2018-02-18 | Sverker Göranson     | Sverker Göranson – pansargeneralen som gick in i väggen                            |                  |
| 2018-02-25 | Alexander Bard       | Alexander Bard – den kontroversiella predikanten                                   |                  |
| 2018-03-04 | Birgitta Holst Alani | Birgitta Holst Alani – arabisten, diplomaten och "Iraks svärdotter"                |                  |
| 2018-03-11 | Ahmed Abdirahman     | Ahmed Abdirahman – från inbördeskrigets Somalia till framtida makthavare i Sverige |                  |
| 2018-03-18 | Jenny Jägerfeld      | Jenny Jägerfeld – om föräldrar, självmord och tristess                             |                  |
| 2018-03-25 | Özz Nûjen            | Özz Nûjen – om viljan, pappan och Akilov                                           |                  |
| 2018-04-01 | Ulf Dageby           | Ulf Dageby – mellan politiken och poesin                                           |                  |
| 2018-04-08 | Åsa Linderborg       | Åsa Linderborg – om sitt sanningsanspråk och sina omprövningar                     |                  |
| 2018-04-15 | Siw Malmkvist        | Siw Malmkvist – om Lill-Babs, mamma och Pippi Långstrump                           |                  |
| 2018-04-22 | Jacob Mühlrad        | Jacob Mühlrad – präglas av Förintelsen och jagar efter mening                      |                  |
| 2018-04-29 | Ulf Kristersson      | Ulf Kristersson – om att vara sist på bollen som ung                               |                  |
| 2018-05-06 | Ebba Busch Thor      | Ebba Busch Thor – om att vända andra kinden till                                   |                  |
| 2018-05-13 | Jan Björklund        | Jan Björklund – en krävande militär men curlande pappa                             |                  |
| 2018-05-20 | Stefan Löfven        | Stefan Löfven – om Jack, Ulla och mammorna                                         |                  |
| 2018-05-27 | Jimmie Åkesson       | Jimmie Åkesson – från ängslig pojke till en övertygad man                          |                  |
| 2018-06-03 | Isabella Lövin       | Isabella Lövin – om att ha bråttom genom livet                                     |                  |
| 2018-06-10 | Jonas Sjöstedt       | Jonas Sjöstedt – från rastlös tonåring till brödbakande hönspappa                  |                  |
| 2018-06-17 | Annie Lööf           | Annie Lööf – fotbollsmålvakten och den barska fransyskan                           |                  |
| 2018-07-02 | Gudrun Schyman       | Söndagsintervjun i Almedalen med Gudrun Schyman                                    |                  |
| 2018-07-03 | Bengt Westerberg     | Söndagsintervjun i Almedalen med Bengt Westerberg                                  |                  |
| 2018-07-04 | Alf Svensson         | Söndagsintervjun i Almedalen med Alf Svensson                                      |                  |
| 2018-08-26 | Fikru Maru           | Fikru Maru – älskar alla men litar inte på någon                                   |                  |
| 2018-09-02 | Anne Sofie von Otter | Anne Sofie von Otter – efter Benny Fredrikssons död                                |                  |
| 2018-09-09 | Fredrik Skavlan      | Fredrik Skavlan – om manlighet, velighet och Persbrandt                            |                  |
| 2018-09-16 | Rolf Ekéus           | Rolf Ekéus – från studentspexande haremsdam till toppdiplomat i FN                 |                  |
| 2018-09-23 | Jonas Frisén         | Jonas Frisén – stamcellsforskaren som vill leva för evigt                          |                  |
| 2018-09-30 | Birgitta Dahl        | Birgitta Dahl – om att inte vara en liten lort                                     |                  |
| 2018-10-07 | Sebastian Stakset    | Sebastian Stakset – från Kartellen till Jesus                                      |                  |
| 2018-10-14 | Per Wästberg         | Per Wästberg – från en gammal man till ett urgammalt barn                          |                  |
| 2018-10-21 | Kajsa Grytt          | Kajsa Grytt – om punk och skam                                                     |                  |
| 2018-10-28 | Magdalena Graaf      | Magdalena Graaf – om sorgen, styrkan och silikonet                                 |                  |
| 2018-11-04 | Malena Ivarsson      | Malena Ivarsson – prästdottern som blev hela Sveriges sexolog                      |                  |
| 2018-11-11 | Anna Odell           | Anna Odell – Guds djärvaste ängel?                                                 |                  |
| 2018-11-18 | Peter Englund        | Peter Englund – om akademien, depressionerna och fyllorna                          |                  |
| 2018-11-25 | Lena Endre           | Lena Endre – om papporna, tempot och kraven                                        |                  |
| 2018-12-02 |                      | Söndagsintervjun – säsongsavslutning 2018                                          |                  |
| 2018-12-07 | Magnus Uggla         | Magnus Uggla – från missförstådd glamrockare till uppskattad nationalskald         | Repris från 2015 |
| 2018-12-14 | Hédi Fried           | Hédi Fried – om att överleva Auschwitz                                             | Repris från 2015 |
| 2018-12-21 | Anders Kompass       | Anders Kompass – första intervjun efter FN-skandalen                               | Repris från 2016 |
| 2018-12-28 | Kristina Lugn        | Kristina Lugn – om Drammen, Dylan och döden                                        | Repris från 2016 |

| Datum      | Intervjuperson            | Titel                                                                   | Anm              |
| ---------- | ------------------------- | ----------------------------------------------------------------------- | ---------------- |
| 2019-01-04 | Silvana Imam              | Silvana Imam – vill vara mer än superhjälten i skinnjackan (repris)     | Repris från 2016 |
| 2019-01-11 | Jan Myrdal                | Jan Myrdal – om pappan, passionen och Pol Pot (repris)                  | Repris från 2016 |
| 2019-01-20 | Gudrun Schyman            | Gudrun Schyman – om alkoholism, kärlek och små backspeglar              |                  |
| 2019-01-27 | Björn Hellberg            | Björn Hellberg – om att vara en hederlig kuf                            |                  |
| 2019-02-03 | Maria Sveland             | Maria Sveland – med ilskan som drivkraft                                |                  |
| 2019-02-10 | Ulf Ekman                 | Ulf Ekman – om Gud, Livets ord och längtan till himlen                  |                  |
| 2019-02-17 | Robert Aschberg           | Robert Aschberg – med frisk aptit på nästa skit                         |                  |
| 2019-02-24 | Ebba Lindsö               | Ebba Lindsö – driven, drevad och drömmande                              |                  |
| 2019-03-03 | Georg Riedel              | Georg Riedel – om att hitta det enkla utan att bli banal                |                  |
| 2019-03-10 | Kristoffer Appelquist     | Kristoffer Appelquist – om bildningskomplexet och uppmärksamhetstörsten |                  |
| 2019-03-17 | Elisabeth Tarras-Wahlberg | Elisabeth Tarras-Wahlberg – en försiktig general                        |                  |
| 2019-03-24 | Laleh Pourkarim           | Laleh Pourkarim – ett enda stort "Vad var det jag sa!"                  |                  |
| 2019-03-31 | Lasse Åberg               | Lasse Åberg – en introvert kork som fångar morgondagen                  |                  |
| 2019-04-07 | Kjell Bergqvist           | Kjell Bergqvist – om farsan, Svenne och Kjelle Berka                    |                  |
| 2019-04-14 | Kerstin Ekman             | Kerstin Ekman – om att försöka hitta sin plats på jorden                |                  |
| 2019-04-21 | Efva Attling              | Efva Attling – kåt på livet                                             |                  |
| 2019-04-28 | Gunilla Bergström         | Gunilla Bergström – lever i dur och moll                                |                  |
| 2019-05-05 | Per I. Gedin              | Per I. Gedin – går åt vänster när alla går åt höger                     |                  |
| 2019-05-12 | Janne Andersson           | Janne Andersson – förbundskaptenen som måste brinna                     |                  |
| 2019-05-19 | Josefine "Little" Jinder  | Josefine "Little" Jinder – mitt i en pågående kris                      |                  |
| 2019-05-26 | Fredrik Virtanen          | Fredrik Virtanen – om anklagelserna, drevet och självrannsakan          |                  |
| 2019-08-25 | Hanif Bali                | Hanif Bali – om valet mellan klotterväggen och senaten                  |                  |
| 2019-09-01 | Hannah Widell             | Hannah Widell – rädd för att bli nöjd                                   |                  |
| 2019-09-08 | Fredrik Sträng            | Fredrik Sträng – med perfektion som enda krav                           |                  |
| 2019-09-15 | Yvonne Hirdman            | Yvonne Hirdman – nu ska ni få se vem ni har gett er på                  |                  |
| 2019-09-22 | Lars Winnerbäck           | Lars Winnerbäck – om uppror och tandläkarväder                          |                  |
| 2019-09-29 | Joakim Thåström           | Joakim Thåström – befriad av ett raseriutbrott                          |                  |
| 2019-10-06 | Elisabet Höglund          | Elisabet Höglund – om att tredubbla sig varje dag                       |                  |
| 2019-10-13 | Ernst Kirchsteiger        | Ernst Kirchsteiger – tillräckligt barnslig för att våga                 |                  |
| 2019-10-20 | Nilla Fischer             | Nilla Fischer – om karriär, kärlek och korvmackor                       |                  |
| 2019-10-27 | Roy Andersson             | Roy Andersson – älskad vare den som har glimten                         |                  |
| 2019-11-03 | Yvonne Lombard            | Yvonne Lombard – det tar tid att gulla av sig                           |                  |
| 2019-11-10 | Eric M Runesson           | Eric M Runesson – krismedlaren som blev akademiledamot                  |                  |
| 2019-11-17 | Sanna Bråding             | Sanna Bråding – om att komma ut på andra sidan                          |                  |
| 2019-11-24 | Barbro Westerholm         | Barbro Westerholm – motståndaren är alltid tröttare                     |                  |
| 2019-12-01 | Linnéa Claeson            | Linnéa Claeson – om trakasserier och trovärdighet                       |                  |
| 2019-12-08 | David Sundin              | David Sundin – det här kommer jag att vara skitbra på                   |                  |
| 2019-12-15 | Svante Pääbo              | Svante Pääbo – från kalvlever till urgamla gener                        |                  |
| 2019-12-22 | Tommy Körberg             | Tommy Körberg – om spriten, svärtan och sången (repris)                 | Repris från 2017 |
| 2019-12-29 | Anne Sofie von Otter      | Anne Sofie von Otter – efter Benny Fredrikssons död (repris)            | Repris från 2018 |

| Datum      | Intervjuperson           | Titel                                                                            | Anm              |
| ---------- | ------------------------ | -------------------------------------------------------------------------------- | ---------------- |
| 2020-01-04 | Anders Arborelius        | Anders Arborelius – om dogmer, tystnad och sex (repris)                          | Repris från 2017 |
| 2020-01-10 | Karin Johannisson        | Karin Johannisson – från första mensen till sista boken (repris)                 | Repris från 2016 |
| 2020-01-19 | Stina Oscarson           | Stina Oscarson – från tvärsäker kulturvänster till tvivlande intellektuell       |                  |
| 2020-01-26 | Anton Glanzelius         | Anton Glanzelius – om jantelagen, krossade drömmar och Michael Jackson           |                  |
| 2020-02-02 | Roger Akelius            | Roger Akelius – miljardären om sin dassresa                                      |                  |
| 2020-02-09 | Tiina Rosenberg          | Tiina Rosenberg – om hämndfantasier, vinterkrigsanda och en klen kompromissvilja |                  |
| 2020-02-16 | Thomas Olsson            | Thomas Olsson – den ständige outsidern                                           |                  |
| 2020-02-23 | Filip Hammar             | Filip Hammar – kan i stort sett förklara sina utspel                             |                  |
| 2020-03-01 | Johan Cullberg           | Johan Cullberg – svensk psykiatris nestor på divanen                             |                  |
| 2020-03-08 | Hélène Barnekow          | Hélène Barnekow – om jämställdhet, klimatångest och ledarskapsfloskler           |                  |
| 2020-03-15 | Joakim Lamotte           | Joakim Lamotte – har kompisar i både himlen och helvetet                         |                  |
| 2020-03-22 | Merit Hemmingson         | Merit Hemmingson – förstår inte sin storhet                                      |                  |
| 2020-03-29 | Torbjörn Tännsjö         | Torbjörn Tännsjö – hellre en lycklig gris än olycklig Sokrates                   |                  |
| 2020-04-05 | Amat Levin               | Amat Levin – om att vara ett slumpens barn                                       |                  |
| 2020-04-12 | K.G. Hammar              | KG Hammar – om att bli vän med vinden                                            |                  |
| 2020-04-19 | Mouna Esmaeilzadeh       | Mouna Esmaeilzade – från död till besatt av liv                                  |                  |
| 2020-04-26 | Charlotte Kalla          | Charlotte Kalla – om pannbenet, mjölksyran och skammen                           |                  |
| 2020-05-03 | Kikki Danielsson         | Kikki Danielsson – om att vara clown, mjölkkossa och en Painted Lady             |                  |
| 2020-05-10 | Peter Wolodarski         | Peter Wolodarski – från lillgammal till rekordung                                |                  |
| 2020-05-17 | Isabella Löwengrip       | Isabella Löwengrip – om depression, flykt och skam                               |                  |
| 2020-05-24 | Anders Tegnell           | Anders Tegnell – symbolen för Sveriges Coronakamp                                |                  |
| 2020-08-23 | Simon Häggström          | Simon Häggström – från pastorns son till dödsängel                               |                  |
| 2020-08-30 | Johan Giesecke           | Johan Giesecke – om pappa, pandemier och popularitet                             |                  |
| 2020-09-06 | Andreas Norlén           | Andreas Norlén – om kärlek och galenskap                                         |                  |
| 2020-09-13 | Gloria Ray Karlmark      | Gloria Ray Karlmark – om historiska Little Rock Nine                             |                  |
| 2020-09-20 | Mona Sahlin              | Mona Sahlin – sätter punkt                                                       |                  |
| 2020-09-27 | Johan Croneman           | Johan Croneman – om missbruket, olyckligheten och papparollen                    |                  |
| 2020-10-04 | Björn Natthiko Lindeblad | Björn Natthiko Lindeblad – om tillit, tvivel och tristess                        |                  |
| 2020-10-11 | Lena Einhorn             | Lena Einhorn – en sanningssökare som inte kan vara tyst                          |                  |
| 2020-10-18 | Dorotea Bromberg         | Dorotea Bromberg – virvelvinden om livsresans biljett                            |                  |
| 2020-10-25 | Gudrun Abascal           | Gudrun Abascal – den brinnande legendariska barnmorskan                          |                  |
| 2020-11-01 | Regina Lund              | Regina Lund - en bläckfisk under en ostkupa                                      |                  |
| 2020-11-08 | Tommy Myllymäki          | Tommy Myllymäki - på jakt efter vad?                                             |                  |
| 2020-11-15 | Mattias Karlsson         | Mattias Karlsson – om hemmet, krigsretoriken och självkänslan                    |                  |
| 2020-11-22 | Arash Sanari             | Arash Sanari – om att försöka bli svenskast på Tjörn                             |                  |
| 2020-11-29 | Susanne Aalto            | Susanne Aalto – om friden i det stora alltet                                     |                  |
| 2020-12-06 | Eva Hamilton             | Eva Hamilton - den ofrivilliga grevinnan                                         |                  |
| 2020-12-13 | Glenn Hysén              | Glenn Hysén – mänsklighetens Baloo                                               |                  |

| Datum | Intervjuperson | Titel | Anm |
| ----- | -------------- | ----- | --- |